# Družba
Družba je velika množica različnih družbenih skupin. Kadar govorimo o družbi, mislimo na veliko število ljudi, ki so s pomočjo kompleksnih povezav združeni v številne naravne ali umetne skupine. Družbene skupine pa sestavljajo ljudje različnih ras, narodnosti, prepričanj, socialnih položajev,... S preučevanjem družbenih pojavov se znanstveno ukvarja sociologija, panoga družboslovja.
Vsak posameznik je z vključevanjem v različne skupine, na različne načine del družbe kot celote, torej posameznik se ne vključuje v družbo kot del ene družbene skupine ampak kot del različnih družbenih skupin in organizacij. Posameznik je neposredno član neke družbe kot občan, državljan, šolar, član svoje družine, delavec v nekem podjetju in kot član številnih drugih organizacij in družbenih skupin. Človeška družba predstavlja povsem realno, samostojno in zaključeno skupino, ki jo sestavljajo številna razumna bitja, ljudje. O družbi ne moremo govoriti kot o smotrno urejeni organizaciji, smotrno urejene organizacije so le posamezne skupine v družbi, vendar nobena skupina ne more biti organizirana samostojno, ne da bi bila del družbe.
Ljudje pogosto veliko zahtevamo od družbe, vendar se moramo zavedati, da smo dejansko vsi del družbe, torej vsi se moramo potruditi za izpolnitev pričakovanj in zahtev, ki jih postavljamo družbi. Res pa je, da zaradi velikega števila ljudi, posameznik težko in zelo redko vpliva na spremembe in razvoj v družbi, zato imamo določene družbene voditelje. Voditelji pa lahko vplivajo na razvoj posameznih skupin in s tem tudi na razvoj družbe, imajo pa tudi določene dolžnosti do množice ljudi, ki so vključene v posamezne skupine.
Najpomembnejša in najmočnejša družbena skupina je država, zato jo mnogi pojmujejo kot družbo. Vendar država kljub njeni kompleksni sestavi ni družba kot celota ampak predstavlja le del družbe, kakor so tudi razne druge organizacije del družbe kot celote.
Družbeno življenje dejansko poteka v naravno ali umetno ustvarjenih skupinah. Posameznik pa z vključevanjem v te skupine sprejema pravila in vrednote skupine v kateri je vključen, s tem pa tudi ravna drugače kakor bi ravnal kot posameznik, neodvisen od družbenih interakcij.